# Alison Gopnik
Alison Gopnik (Filadélfia, 16 de junho de 1955) é uma professora universitária americana de psicologia e professora afiliada de filosofia na Universidade da Califórnia em Berkeley. Ela é conhecida por seu trabalho nas áreas de desenvolvimento cognitivo e de linguagem, especializando-se no efeito da linguagem no pensamento, no desenvolvimento de uma teoria da mente e na aprendizagem causal. Suas obras sobre psicologia e ciência cognitiva foram publicados nas revistas Science, Scientific American, The Times Literary Supplement, The New York Review of Books, The New York Times, New Scientist, Slate e outros. Seu corpo de trabalho também inclui quatro livros e mais de 100 artigos de periódicos.
Ela apareceu frequentemente na TV e no rádio, entre eles The Charlie Rose Show e The Colbert Report. A revista Slate definiu que Gopnik é considerada "uma das pesquisadoras mais notáveis na área, Gopnik é também uma das melhores escritoras, com um dom especial para relacionar a pesquisa científica às questões que os pais e outras pessoas mais desejam que sejam respondidas. Este é o lugar para onde ir se você quer entrar na cabeça de um bebê." Gopnik é colunista do The Wall Street Journal, compartilhando a coluna Mind & Matter com Robert Sapolsky em sábados alternados.

## Carreira acadêmica
Gopnik recebeu um bacharelado, com especialização em psicologia e filosofia, pela Universidade McGill em 1975. Em 1980, ela recebeu um D.Phil. em psicologia experimental pela Universidade de Oxford. Ela trabalhou na Universidade de Toronto antes de ingressar no corpo docente da Universidade da Califórnia em Berkeley em 1988.

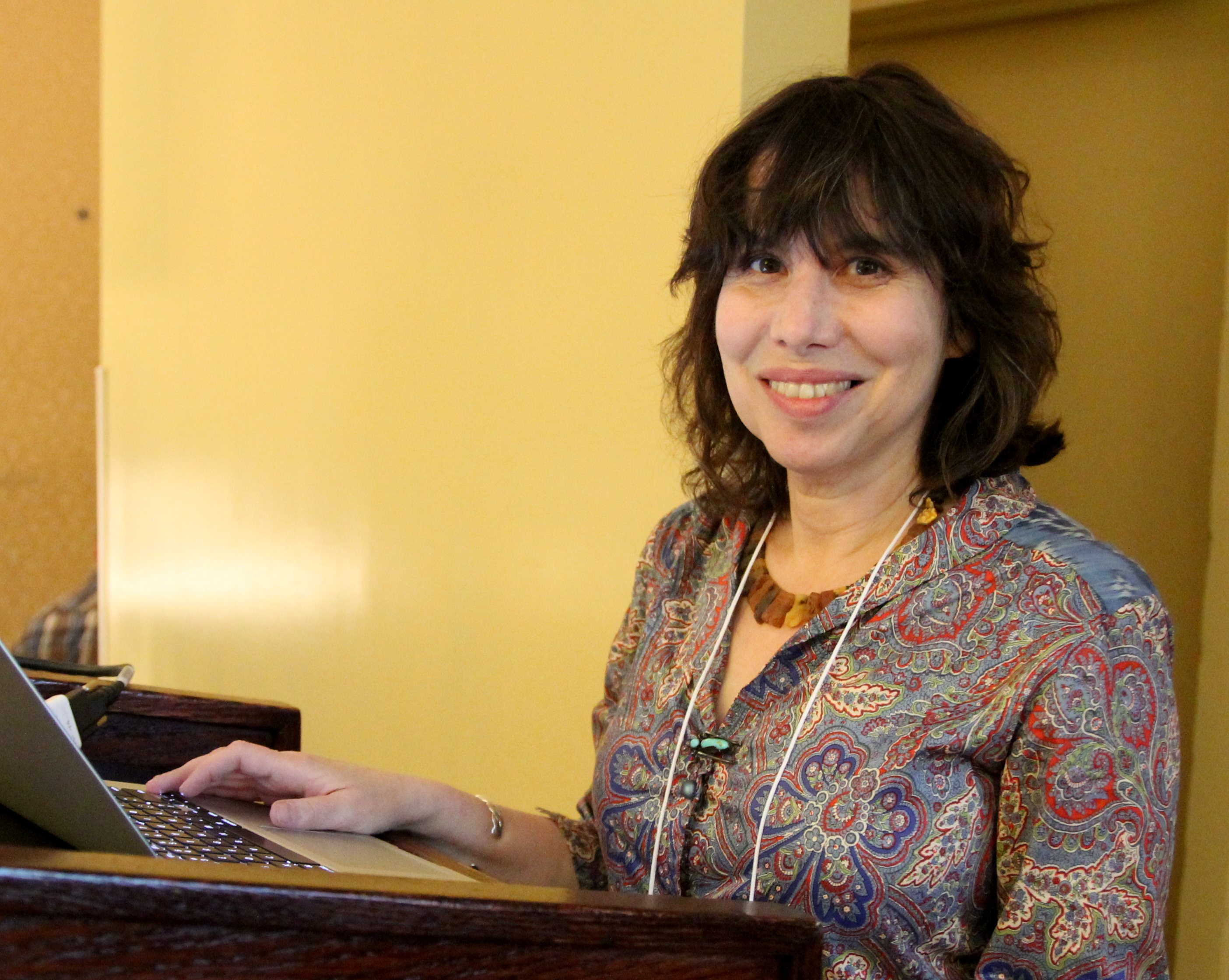
Palestra no SkeptiCal – Berkeley, Califórnia – 21 de abril de 2012 – "O bebê filosófico: o que as mentes das crianças nos dizem sobre a verdade, o amor e o significado da vida"

Gopnik fez um extenso trabalho aplicando redes Bayesianas à aprendizagem humana e publicou e apresentou vários artigos sobre o tema. Gopnik diz sobre este trabalho: "O interessante sobre as redes de Bayes é que elas buscam causas em vez de meras associações. Elas fornecem uma estrutura representacional única para lidar com coisas que simplesmente acontecem e com intervenções — coisas que você observa os outros fazendo para o mundo ou coisas que você faz ao mundo. Isso é importante porque há algo realmente especial na maneira como tratamos e entendemos a ação humana. Damos a ela um status especial em termos de nossas inferências causais. fazem isso são projetados para mudar as coisas no mundo, em oposição a outros eventos que simplesmente acontecem."
Judea Pearl, desenvolvedora de redes Bayesianas, diz que Gopnik foi uma das primeiras psicólogas a notar que os modelos matemáticos também se assemelham à forma como as crianças aprendem. O trabalho de Gopnik no Centro de Estudos Infantis de Berkeley busca desenvolver modelos matemáticos de como as crianças aprendem. Esses modelos poderiam ser usados para desenvolver algoritmos melhores para inteligência artificial.
Em abril de 2013, Gopnik foi introduzida na Academia Americana de Artes e Ciências. Ela é, desde 2014, Fellow da Cognitive Science Society. Em 2021, ela recebeu o prêmio James McKeen Cattell pelo conjunto de sua obra por pesquisa aplicada da Association for Psychological Science (APS).

## Análise das obras de Gopnik
Gopnik é uma autoridade em filosofia da mente e uma notável psicóloga do desenvolvimento. Gopnik é conhecida por defender a "teoria teórica", que postula que os mesmos mecanismos usados pelos cientistas para desenvolver teorias científicas são usados pelas crianças para desenvolver modelos causais do seu ambiente. A "teoria da teoria" foi explorada em "Palavras, pensamentos e teorias" (em inglês: Words, Thoughts, and Theories), em coautoria com Andrew N. Meltzoff. Gopnik foi coautora com Andrew N. Meltzoff e Patricia K. Kuhl de "O cientista no berço: o que a aprendizagem precoce nos diz sobre a mente" (em inglês: The Scientist in the Crib: What Early Learning Tells Us About the Mind). O livro postula que o desenvolvimento cognitivo das crianças no início da vida é possível por três fatores: conhecimento inato, capacidade de aprendizagem avançada e a capacidade evoluída dos pais para ensinar seus filhos. A obra "Aprendizagem Causal: Psicologia, Filosofia e Computação" (em inglês: Causal Learning: Psychology, Philosophy, and Computation), com coautoria de Laura Schulz, explora a aprendizagem causal e o trabalho interdisciplinar realizado para promover a compreensão da aprendizagem e do raciocínio.
Em seu livro "O bebê filosófico: o que as mentes das crianças nos dizem sobre a verdade, o amor e o significado da vida" (em inglês: The Philosophical Baby: What Children’s Minds Tell Us about Truth, Love, and the Meaning of Life), Gopnik explora como bebês e crianças pequenas se desenvolvem cognitivamente usando processos semelhantes aos usados pelos cientistas, incluindo experiências em seu ambiente. O livro explica como um ambiente maximizado para o desenvolvimento cognitivo de uma criança é seguro para explorar. O livro também explora o que os bebés nos podem dizer sobre o amor, a imaginação e a identidade, bem como considera o significado filosófico mais amplo do cuidado. The Philosophical Baby foi reconhecida como um best-seller da lista estendida do The New York Times, um best-seller do San Francisco Chronicle e um best-seller de livrarias independentes. A obra também foi aclamada na lista de escolha de coordenadores do The New York Times, na lista de escolha do editor do San Francisco Chronicle e como um dos 50 melhores livros para pais do Babble. Também foi reconhecido como leitura recomendada pela Scientific American.

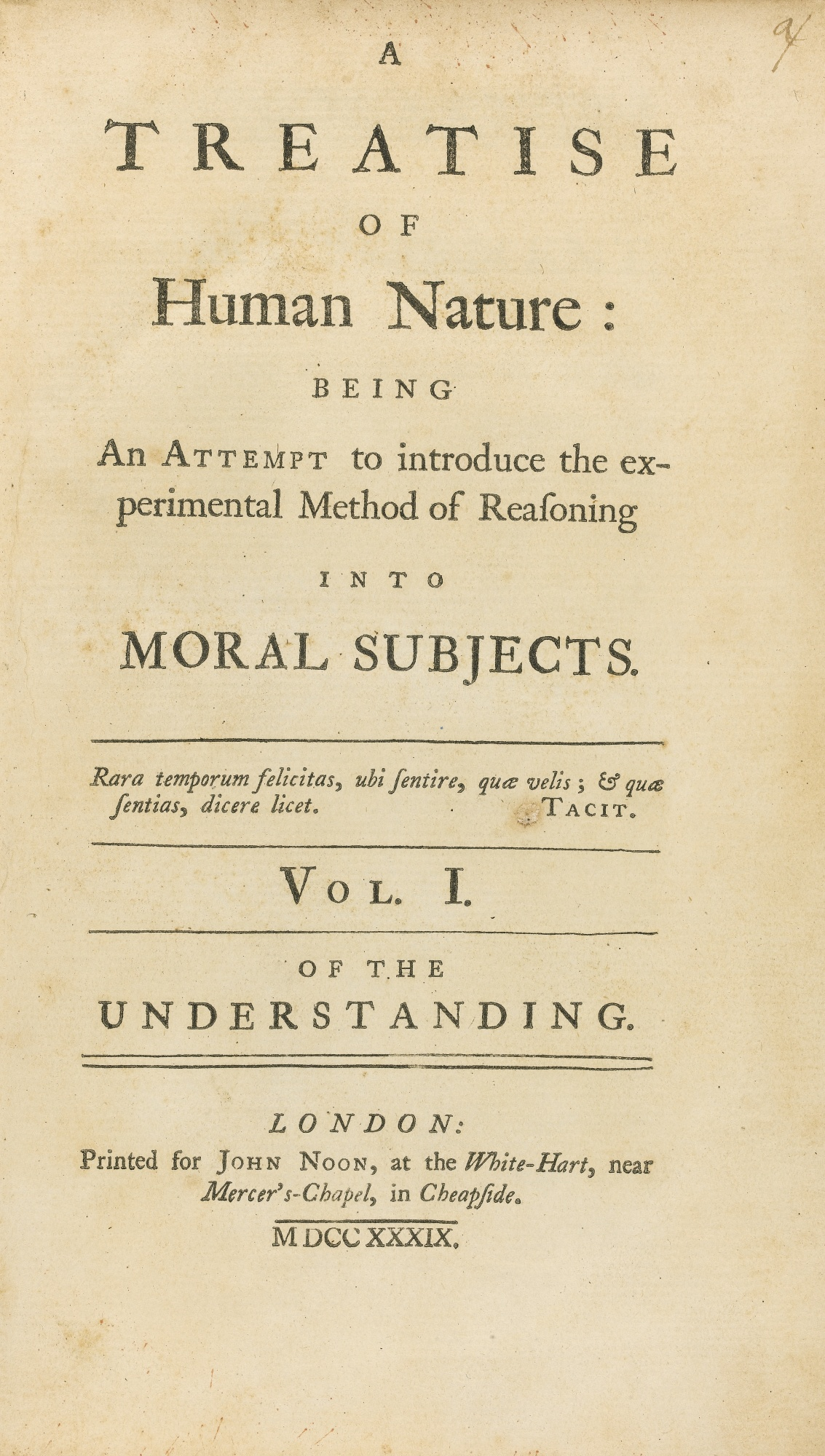
Gopnik questionou a autoria de David Hume no Tratado da Natureza Humana

Em 2009, Gopnik publicou um artigo na Hume Studies argumentando que o registro histórico relativo às circunstâncias em torno da autoria de Tratado da Natureza Humana (em inglês: A Treatise of Human Nature) por David Hume está errado. Gopnik argumentou que Hume tinha acesso à biblioteca do Royal College de La Flèche, uma instituição jesuíta fundada por Henrique IV. Na época em que Hume morava nas proximidades e trabalhava no Tratado, La Flèche era o lar de um missionário jesuíta chamado Charles François Dolu, um homem culto e especialista em diferentes religiões do mundo que havia visitado a embaixada francesa no Sião. Além disso, Dolu conheceu Ippolito Desideri, outro missionário jesuíta que visitou o Tibete de 1716 a 1721. Gopnik argumenta que por causa de sua exposição ao Budismo Theravada, Dolu pode formar a fonte da influência budista no Tratado de Hume. Gopnik cita uma série de cartas de Hume que mencionam seu tempo em La Flèche e seu encontro com os jesuítas do colégio. É a partir desta ligação budista através da aprendizagem do colégio jesuíta que Hume é influenciado a negar a realidade ontológica do eu — que Gopnik liga à ideia budista de Śūnyatā (Vazio).
O documentário de longa-metragem The Singularity, do cineasta independente Doug Wolens (lançado no final de 2012), apresentando o trabalho de Gopnik no desenvolvimento cognitivo no que se refere à aprendizagem por computador, foi aclamado como "uma conquista em grande escala em sua documentação do futurismo e ideias contra-futuristas" e "o melhor documentário sobre a Singularidade até hoje".

## Vida pessoal
Gopnik é filha da lingüista Myrna Gopnik. Ela é judia. Ela é a primogênita de seis irmãos que incluem Blake Gopnik, crítico de arte da Newsweek, e Adam Gopnik, escritor da revista The New Yorker. Ela foi casada com o jornalista George Lewinski e tem três filhos: Alexei, Nicholas e Andres Gopnik-Lewinski. Em 2010, ela se casou com o pioneiro da computação gráfica Alvy Ray Smith, cofundador da Pixar.

## Obras publicadas
- The Gardener and the Carpenter: What the New Science of Child Development Tells Us About the Relationship Between Parents and Children (Farrar, Straus e Giroux, 2016, ISBN 978-0374229702) [em inglês][30]
- The Philosophical Baby: What Children's Minds Tell Us About Truth, Love, and the Meaning of Life (capa dura: Farrar, Straus e Giroux, 2009, ISBN 978-0312429843) (capa mole: Picador, 2010, ISBN 978-0312429843) [em inglês]
- Causal Learning: Psychology, Philosophy, and Computation (Editado com Laura Schulz) (Oxford University Press, 2007, ISBN 978-0195176803) [em inglês]
- The Scientist in the Crib: What Early Learning Tells Us About the Mind (com Andrew N. Meltzoff e Patricia K. Kuhl) (capa dura: William Morrow, 1999, ISBN 978-0688159887) (capa mole: HarperCollins Publishers, 2000,ISBN 978-0688177881) [em inglês]
- Words, Thoughts, and Theories (com Andrew N. Meltzoff) (capa dura: The MIT Press, 1996, ISBN 978-0262071758) (capa mole: A Bradford Book, 1998,ISBN 978-0262571265) [em inglês]